# Водоспад «Дорошівецький»
Водоспа́д «Дорошіве́цький» — геологічна пам'ятка природи місцевого значення в Україні. Розташована в межах Чернівецького району Чернівецької області, на південь від центральної частини села Дорошівці.
Площа 0,1 га. Статус надано згідно з рішенням облвиконкому від 17.03.1992 року № 72. Перебуває у віданні: Дорошовецька сільська рада.
Статус надано для збереження мальовничого водоспаду на Товтрянсько-Дорошовецькому потоці (права притока Дністра). Водоспад утворився в місці, де потік перетинає вапняково-доломіто-мергелисті скельні породи. Висота водоспаду — бл. 6 метрів.